# IC-kanot
IC-kanot – med den officiella beteckningen International 10 m² Canoe, oftast förkortat IC – är en typ av segelkanot. Det är den snabbaste segelkanoten och en av världens snabbaste enmansbåtar. Klassen seglar VM vart tredje år och Sverige har genom åren haft flera världsmästare.
Att segla IC är en mycket speciell upplevelse. IC-kanoten har en direktverkande roderkänsla, tar bra höjd och kommer upp i hisnande farter. Utmärkande för IC-kanoten är den så kallade släden, en flyttbar krängbräda som skjuts ut på lovartsidan och där man sitter/ligger upp till 1,5 m utanför båtskrovet. Man sköter allt själv; fock, storsegel och roder och når ibland farter på 15-20 knop.

## Dimensioner och vikt
- Längd: 5,2 meter
- Bredd: 1,0 meter
- Minimivikt: 83,5 kg (exkl. segel)
- Segelyta: maximalt 10 m²

Byggnadssättet är valfritt: trä, polyester, epoxi med glas, kevlar, kolfiber med mera. Däckslayouten är fri. Centerbordet får sticka maximalt 1 meter under skrovet. Materialet i seglet är valfritt. Släden, som man sitter på, får maximalt sticka ut 2 meter från båtens mittlinje. Släden flyttas inte bara från sida till sida, utan kan också justeras i längsled.

## Historik
Internationella kappseglingar med likartade 17 fots segelkanoter inleddes 1886 när engelsmannen Warington Baden-Powell åkte till USA för att utmana "The New York Canoe Club International Trophy", världens näst äldsta seglingspris efter Americas Cup. Segelkanoterna skilde sig relativt mycket åt vad gäller längd i vattenlinjen, rigg, barlast och hängbrädor och amerikanerna försvarade genomgående sina vandringspriser mot både engelsmän och kanadensare. Nationella kanotorganisationer och kanotklubbar startades vid den här tiden, bland annat i USA och England. I Sverige började man intressera sig för kanotsegling omkring år 1900 och utvecklade snabbt flera typklasser.
Även engelsmännen bjöd in till internationella regattor genom att The Royal Canou Club satte upp ett vandringspris. Både 1907 och 1908 genomfördes tävlingar där deltagare från England, Italien, Frankrike, Tyskland, Belgien och USA ingick. Enstaka tävlingar där svenskar tävlade med engelsmän förekom före första världskriget.
På initiativ av Svenska Kanotförbundets förste ordförande Fritiof Santesson bildades 1924 det Internationella Kanotförbundet som från början kallades Internationella Representantskapet för Kanotidrott (IRK). Den svenska 10m2 segelkanoten (III B) antogs då som internationell klass, dock utan barlast eller hängbräda. Parallellt experimenterade engelsmän och amerikaner med olika typregler utan större kontakt med övriga Europa.
Från 1930 och ett par decennier framåt var engelsmannen Uffa Fox en av de som påverkade den internationella kanotseglingen allra mest. Han var en ivrig båtkonstruktör och utvecklade en djup v-bottnad och planande segelkanot i 10m2-klassen försedd med en skjutbar hängbräda.
Uffa Fox, som var medlem i engelska Humber Yawl Club, och hans landsman Roger de Quincey, medlem i Royal Canoe Club utmanade 1933 amerikanerna om "The New York Canoe Club International Trophy". De fraktade sina systerbåtar "East Anglian" och "Valiant" över Atlanten för att delta i flera stora mästerskap i USA. Slutmålet var att vinna och därmed försöka ena engelsmän och amerikaner om en gemensam typregel.
Deras segelkanoter uppfyllde både Royal Canoe Clubs B-klassregel och den amerikanska motsvarigheten "The American Canoe Association Rule". Den amerikanska regeln föreskrev att segelkanoten skulle ha två master. Detta löste Uffa Fox genom att helt enkelt låta förstaget vara av kraftigt trä. Uffa Fox och hans kollega Roger de Quincey vann stort i flera mästerskap inklusive "The New York Canoe Club International Trophy". Det var första gången sedan starten 1886 som detta vandringspris lämnade USA trots att storheter som Warington Baden-Powell and Walter A. Stewart hade gjort tidigare försök.

## Den moderna IC-kanoten skapas
Tillsammans med "The American Canoe Association" tog man därefter det bästa från engelska, svenska och amerikanska regler för att skapa en ny internationell typregel. De båda egelsmännen återvände till Royal Canoe Club som efter mindre justeringar accepterade den nya klassregeln 1936. I huvudsak innebar regeln att kanotens längd skulle vara 4,87–5,20 meter, bredden 0,95–1,1 meter, segelhöjden maximalt 5,8 meter över däcket, minimivikten 60 kg och den skjutbara hängbrädan högst 1,52 meter utanför skrovsidan samt ytterligare några föreskrifter.
Någon form av inofficiellt världsmästerskap genomfördes 1938, i Vaxholm, Sverige. Mästerskapet arrangerades av IRF, och seglades med 7,5 m² kanoter av tyskt ursprung. Deltagarna kom från Danmark, Tyskland, Tjeckoslovakien och Sverige. Tävlingen vanns av svensken Eric Ericsson.
Ett antal svenska kanotseglare deltog 1939 med sina B-klasskanoter vid tävlingar Hayling Islands i England. Svenskarna blev ordentligt slagna av engelsmännens snabba segelkanoter. Andra världskriget satte därefter stopp för internationellt utbyte. När ICF International Canoe Federation kom igång igen med sin verksamhet 1946 anammades klassregeln för The International 10 m²  Canoe. Det skulle dock dröja till 1961 innan det första officiella världsmästerskapet kunde genomföras. Reglerna förblev i stort sett intakta fram till 1971 då ICF fastställde en internationell regel om ett entypsskrov efter ritningar av Peter Nethercort.
I Sverige verkade Arthur Neveling för att kanotseglingen skulle få ett eget klassförbund. 1961 bildades Svenska Kanotseglarförbundet, som 1964 blev ett eget specialidrottsförbund under Riksidrottsförbundet. Neveling blev dess förste ordförande. Tillsammans med förbundstränaren John Granberg lade han grunden till ett internationellt utbyte och svenska framgångar i IC-klassen. Neveling var även ordförande i den internationella seglingskommittén i ICF och arbetade där för enhetliga regler för IC-kanoten.
Sedan 2008 finns tre klasser. Förutom IC-kanot (Classic) finns AC (som är en IC-kanot med gennacker, dvs en asymmetrisk spinnaker) och en ny utvecklingsklass med beteckning DC. Den så kallade AC-kanoten seglar i en egen klass med delvis samma bana som IC-klassen. För närvarande dominerar Storbritannien klassen med några få AC-kanoter i Tyskland, USA och Australien. Det enda som skiljer är spinnakerutrustningen, AC-kanoten markeras med ett rött A nertill i storseglet.

## Världsmästerskap
VM 1961 – det första officiella världsmästerskapet för IC-kanoter – genomfördes vid Hayling Island på Englands sydkust. Alan Emus, England blev världsmästare och engelsmännen tog de sex första platserna.
VM 1965 hölls på Bodensjön i Västtyskland. Alan Emus, England blev återigen världsmästare och Lars Johansson, Sverige blev silvermedaljör. John Biddle, England tog bronplatsen.
VM 1969 hölls vid Grafham Waters i England. Alan Emus, England blev för tredje gången i rad världsmästare. Gunnar Aggefors, Sverige tog silvret medan John Biddle, England fick bronset.
VM 1972 arrangerades vid Oxelösund i Sverige. Världsmästare blev Martin Rosell, Sverige och silvret gick till Gunnar Aggefors, Sverige. Engelsmannen John Biddle tog bronset. På fjärde plats kom Leif Johansson, Sverige och på femte plats Bengt Grinell, Sverige.
VM 1975 genomfördes vid Hayling Island, England. Lars-Erik Lundgren, Sverige blev världsmästare. Leif Johansson, Sverige tog silverplatsen och Mats Lind, Sverige fick bronsplaketten. Svenskarna Martin Rosell och Örjan Eklund kom på femte respektive sjunde plats.
VM 1978 hölls på Hjälmaren vid Fiskeboda i Sverige. Världsmästare blev svensken Martin Gullberg, silvret gick till Steve Clark, USA och bronsplatsen till Lars-Erik Lundgren, Sverige. Svenskarna Thomas Kullander och Henrik Poppius kom på fjärde respektive åttonde plats.
VM 1981 genomfördes för första gången utanför Europa, denna gång på Buzzards Bay vid Marion, Massachusetts, USA. Världsmästare blev Max Tollqvist, Sverige medan Olle Bergqvist, Sverige delade silvret med Steve Clark, USA. Svenskarna Mats Lind kom på fjärde och Leif Johansson på femte plats.
VM 1984 arrangerades på Skälderviken vid Ängelholm i Sverige. Steve Clark, USA vann guldet, Chris Converse, USA tog silvret och Hanna Moore (syster till Steve Clark) fick bronset. Svensken Max Tollqvist kom på sjätte plats.
VM 1987 hölls i Plymouth, England. För första gången deltog seglare från Australien och Nya Zeeland. Världsmästare blev Robin Wood, England och Lars Guck, USA tog silvermedalj. Patrick Marshall, England fick brons. Svenskarna Ola Barthelson och Olle Bergqvist kom på fjärde respektive femte plats.
VM 1990 hölls på Steinhuder Meer nära Hanover i norra Tyskland. Världsmästare blev Lars Guck, USA och Jens Reichart, Tyskland fick silvermedalj. Steve Clark, USA tog bronsplatsen. Svenskarna Ola Barthelson och Jens Österlund kom på femte respektive sjunde plats.
VM 1993 seglades på San Francisco Bay, Kalifornien, USA. Världsmästare blev Robin Wood, USA medan Steve Clark, USA och Lars Guck, USA fick dela på silvermedaljerna. Svenskarna Ola Barthelson och Sven-Olof Ahlénius kom på femte respektive sjätte plats.
VM 1996 arrangerades i november vid Port Stephens, norr om Sydney, Australien. Robin Wood, USA vann sin tredje guldmedalj. Mark Goodchild, England tog silvermedalj och Anders Petersson, Sverige tog brons. Ola Barthelson kom på fjärde plats och Olle Bergqvist på elfte plats.
VM 1999 hölls på havsbana utanför Nynäshamn, Sverige. Världsmästare blev Lester Noble, England. Mark Goodchild, England tog silvermedaljen och Anders Petersson, Sverige fick bronset. Näste svensk var Ola Barthelsson på fjortonde plats.
VM 2002 hölls i Bristol, Rhode Island, USA. Steve Clark, USA blev världsmästare (för andra gången), Anders Petersson, Sverige tog silvret och Erich Chase, USA fick bronset.  Svenskarna Ola Barthelson och Sven-Olof Ahlenius kom på fjärde respektive tolfte plats.
VM 2005 seglades i Weymouth på Englands sydkust. Mark Goodchild, England blev världsmästare medan John Ellis, England fick silvermedaljen och Simon Allen, England tog bronsplaketten. Svenskarna Ola Barthelson och Max Tollqvist kom på sjunde respektive åttonde plats.
VM 2008 seglades i Melbourne, Australien i januari. Hayden Virtue, Australien blev världsmästare och Bill Beaver, USA tog silvermedaljen. Seth Dunbar, Australien fick bronset. På sjätte plats kom Johan Elfström, Sverige. Tävlingen genomfördes i tre klasser – förutom IC deltog AC (IC med gennacker) och den nya utvecklingsklassen DC. AC och DC klarade dock inte Internationella kanotförbundets (ICF) krav för att uppnå officiell VM-status, dvs deltagare från sex länder på tre kontinenter.
VM 2011 seglades i Travemünde, Tyskland och genomfördes i samband med Travemünder Woche. Världsmästare blev Simon Allen, England. Silvret gick till Mark Goodchild, England och bronset till Frederik Steimann, Tyskland. På fjärde plats Johan Elfström, Sverige.
VM 2014 seglades i början av september i San Francisco, USA. Världsmästare blev Mikey Radziejowski, USA och silvermedlajen togs av Chris Maas, USA. Alistair Warren, Storbritannien tog bronsmedaljen.
VM 2017 seglades i Pwllheli, Wales. Världsmästare blev Robin Wood, Storbritannien. Silvermedlajen gick till Chris Maas, USA och bronset gick till Alistair Warren, Storbritannien.
VM 2020 kommer att seglas i Australien, norr om Sydney den 30 december 2020 till den 8 januari 2021            

## Svenska mästerskap
SM 1971 – Göteborg
1) Martin Rosell 2) Ingemar Sandberg 3) Gunnar Aggefors 4) Arthur Neveling jr 5) Lars-Ove Söder
SM 1972 – Karlstad
1) Gunnar Aggefors 2) Martin Rosell 3) Peter Lundqvist 4) Lars-Ove Söder 5) Mats Lind
SM 1973 – Rättvik
1) Gunnar Aggefors, 2) Thomas Kullander, 3) Martin Rosell 4) Leif Johansson 5) Lars-Ove Söder
SM 1974 – Arild
1) Lars-Ove Söder 2) Leif Johansson 3) Lars-Erik Lundgren 4) Thomas Kullander 5) Mats Lind
SM 1975 – Stockholm
1) Leif Johansson, 2) Mats Lind, 3) Thomas Kullander, 4) Gunnar Aggefors, 5) Lars-Erik Lundgren
SM 1976 – Fiskeboda
1) Lars-Erik Lundgren 2) Henrik Poppius 3) Thomas Kullander 4) Jan-Olof Hansson, 5) Martin Gullberg
SM 1977 – Fiskeboda
1) Martin Gullberg 2) Jan-Olof Hansson 3) Max Tollqvist 4) Agne Andreasson 5) Henrik Poppius
SM 1978 – Askersund
1) Thomas Nilsson 2) Martin Gullberg 3) Agne Andreasson 4) Lars-Erik Lundgren 5) Johan Bäcksin
SM 1979 – Stockholm
1) Max Tollqvist 2) Lars-Erik Lundgren 3) Mats Lind
SM 1980 – Stockholm
1) Olle Bergqvist 2) Martin Gullberg 3) Leif Johansson 4) Max Tollqvist, 5) Mats Lind
SM 1981 – Göteborg
1) Olle Bergqvist 2) Max Tollqvist 3) Leif Johansson
SM 1982 – Fiskeboda
Svaga vindar och inställt på grund av att för få seglingar genomfördes
SM 1983 – Stockholm
Uppgift saknas
SM 1984 – Nynäshamn
1) Göran Nilsson 2) Lars-Erik Lundgren 3) Max Tollqvist
SM 1985 – Karlstad
1) Olle Bergqvist 2) Anders Sundqvist 3) Lars-Erik Lundgren
SM 1986 – Göteborg
1) Olle Bergqvist 2) Ronny Carlsson 3) Göran Nilsson
SM 1987 – Nynäshamn
1) Ronny Carlsson 2) Olle Berqvist 3) Magnus Sundqvist
SM 1988 – Hampetorp
1) Ola Barthelsson 2) Jens Österlund 3) Sven-Olof Ahlénius
SM 1989 – Karlstad
1) Kjell Pettersson 2) Niclas Westling 3) Martin Åkerberg
SM 1990 – Stockholm
1) Jens Österlund 2) Kjell Pettersson 3) Sven-Olof Ahlénius
SM 1991 – Göteborg 
1) Anders Pettersson 2) Niclas Westling 3) Ola Barthelsson
SM 1992 – Hampetorp
1) Ola Barthelson 2) Anders Pettersson 3) Kalle Strandman
SM 1993 – Göteborg samt Hjälmaren 
1) Sven Ahlénius 2) Uppgift saknas 3) Uppgift saknas
SM 1994 – Göteborg
1) Ola Barthelson 2) Johan Elfström 3) Henrik Gustafsson
SM 1995 – Stockholm
1) Johan Elfström 2) Harald Merseburg 3) Mats Lundqvist
SM 1996 – Hampetorp
1) Ola Barthelson 2) Olle Bergqvist 3) Anders Pettersson
SM 1997 – Uppgift saknas
SM 1998 – Uppgift saknas
SM 1999 – Örebro
1) Ola Barthelson 2) Anders Pettersson 3) Johan Elfström
SM 2000 – Göteborg
1) Ola Barthelson 2) Olle Bergqvist 3) Harald Merseburg
SM 2001 – Stockholm
1) Ola Barthelson 2) Peter Lundqvist 3) Sven-Olof Ahlénius
SM 2002 – Karlsborg
1) Ola Barthelson 2) Johan Elfström 3) Sven-Olof Ahlénius
SM 2003 – Göteborg 
1) Anders Pettersson 2) Johan Elfström 3) Max Tollqvist
SM 2004 – Oxelösund
1) Ola Barthelsson 2) Olle Bergqvist 3) Max Tollqvist
SM 2005 – Karlstad
1) Johan Elfström
SM 2006 – Stockholm 
1) Ola Barthelson

## Riksmästerskap
RM 2007 – Göteborg
1) Johan Elfström
RM 2008 – Västervik 
1) Ola Barthelson 2) Johan Elfström 3) Kalle Jonasson
RM 2009 – Karlstad
1) Ola Barthelson 2) Johan Elfström 3) Kalle Jonasson
RM 2010 – Gålö 
1) Johan Elfström 2) Fabian Erlandsson 3) Kalle Jonasson
RM 2011 – Göteborg
1) Johan Elfström 2) David Olivegren 3) Carina Erlandsson